# Aldaia
Aldaia (em valenciano) ou Aldaya (em castelhano) é um município da Espanha na província de Valência, Comunidade Valenciana. Tem 16,1 km² de área e em 2021 tinha 32 313 habitantes (densidade: 2 007 hab./km²).

## Demografia
| Variação demográfica do município entre 1991 e 2004 | Variação demográfica do município entre 1991 e 2004 | Variação demográfica do município entre 1991 e 2004 | Variação demográfica do município entre 1991 e 2004 |
| --------------------------------------------------- | --------------------------------------------------- | --------------------------------------------------- | --------------------------------------------------- |
| 1991                                                | 1996                                                | 2001                                                | 2004                                                |
| 22381                                               | 23425                                               | 24800                                               | 26442                                               |